# 야후! 검색

로고

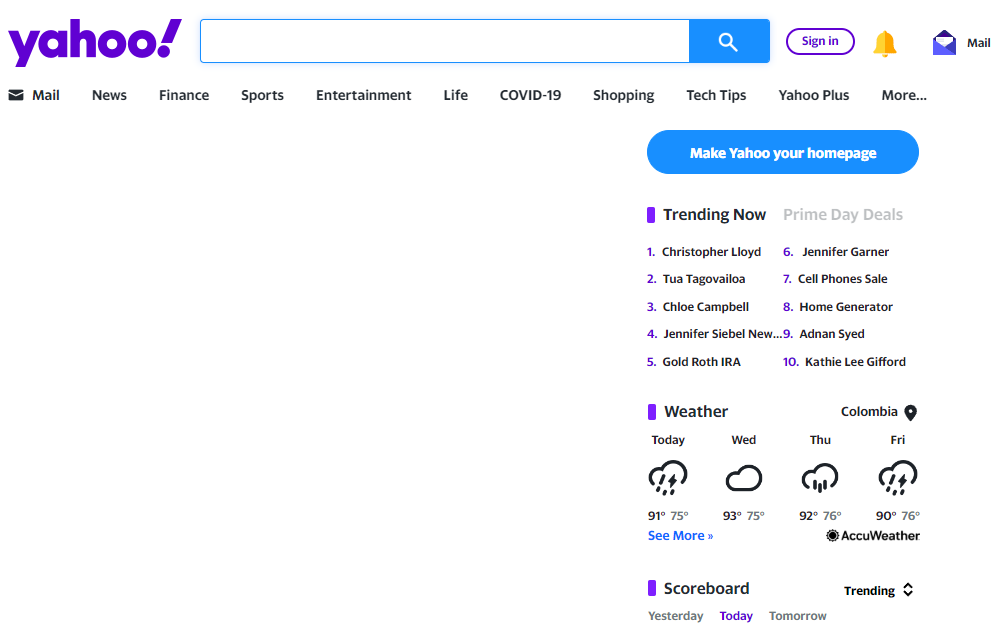

야후! 검색(Yahoo! Search)은 야후가 소유한 웹 검색 엔진으로, 캘리포니아주 서니베일에 본사가 위치해 있다. 2018년 기준으로 시장 점유율 2.32%를 차지하며 전 세계에서 2번째로 큰 검색 엔진이다.

## 지원 언어
- 아랍어
- 불가리아어
- 카탈루냐어
- 간체자
- 정체자
- 크로아티아어
- 체코어
- 덴마크어
- 네덜란드어
- 영어
- 에스토니아어
- 핀란드어
- 프랑스어
- 독일어
- 그리스어
- 히브리어
- 헝가리어
- 아이슬란드어
- 인도네시아어
- 이탈리아어
- 일본어
- 한국어
- 라트비아어
- 리투아니아어
- 말레이어
- 노르웨이어
- 페르시아어
- 폴란드어
- 포르투갈어
- 루마니아어
- 러시아어
- 세르비아어
- 슬로바키아어
- 슬로베니아어
- 스페인어
- 스웨덴어
- 타갈로그어
- 태국어
- 튀르키예어
- 베트남어